# Streliška ulica, Ljubljana
Streliška ulica je ena izmed ulic v Ljubljani.

## Zgodovina
Ulica je ena najstarejših v Ljubljani, saj je prvič omenjena na katastrskem načrtu Ljubljane iz leta 1840 kot Streliška ulica oz. Schießstättgasse.

## Urbanizem
Ulica poteka od Krekovega trga do Hradeckega ceste.
Na ulico se (od severa proti jugu) povezujejo: Lončarska, Strossmayerjeva, Janeza Pavla II., Zarnikova, Kumanovska in Roška cesta.